# Examenul de titularizare
Examenul de titularizare se susține în România pentru obținerea unui post în învățământ. Examenul are loc la mijlocul lunii iulie și pot participa atât cei care au absolvit facultatea, cât și cei care au terminat liceul pedagogic(pentru învățători educatori).
Pentru a trece examenul, este necesar ca nota sa fie minim 7. Cei care au luat sub nota 7, dar totusi peste 5, pot candida pentru un post de suplinitor.
Repartizarea pe posturi se face prin ședință publică, în ordinea notelor obținute la examen.